# Zogge
Zogge est un village de la commune belge de Hamme, située en Région flamande dans la province de Flandre-Orientale. Il se trouve entre le centre de Hamme et le hameau de Huivelden, de la commune de Zele, sur la route nationale 446 reliant Waasmunster à Grembergen. Il compte plus de 1 500 habitants.
Tous les ans se déroule à Zogge une compétition de cyclo-cross appelée Bollekescross, qui est une manche du Superprestige.